# Artur Lekbello
Artur Tushe Lekbello (ur. 23 lutego 1966) – albański piłkarz występujący na pozycji pomocnika.

## Kariera klubowa
Lekbello karierę rozpoczynał w 1986 roku w klubie KF Tirana. W 1988 oraz w 1989 roku zdobył z nim mistrzostwo Albanii. W 1991 roku wyjechał do Grecji, by grać w tamtejszym pierwszoligowcu, Arisie Saloniki. W 1997 roku spadł z nim do drugiej ligi. W 1998 roku wywalczył z nim jednak awans do ekstraklasy. Wówczas zakończył karierę z liczbą 135 występów i 3 bramek w barwach Arisu.

## Kariera reprezentacyjna
W reprezentacji Albanii Lekbello zadebiutował 28 października 1987 roku w przegranym 0:1 meczu eliminacji Mistrzostw Europy 1988 z Rumunią. W latach 1987–1996 w drużynie narodowej rozegrał 30 spotkań.